# Ranunculus abstrusus
Ranunculus abstrusus är en ranunkelväxtart som beskrevs av Otto Karl Anton Schwarz. Ranunculus abstrusus ingår i släktet ranunkler, och familjen ranunkelväxter. Inga underarter finns listade i Catalogue of Life.